# Дмитрик Іван
Іван Дмитрик (псевдо: «Лис»; 1919–1998) — український мемуарист, громадський діяч, вояк УПА.

## Життєпис
Народ. 22 грудня 1919 р. у с. Коритники Перемиського повіту (Галичина). Закінчив школу, брав участь у боротьбі УПА. Був стрільцем у сотні Романа Гробельського-«Бродича» яка діяла на Лемківщині у 1944-1947 роках.
У 1947 році рейдом перейшов до Німеччини. Після прибуття на Захід почав писати спогади.
З 1950 року мешкав у США. Був скарбником в Об'єднанні вояків УПА.
Помер 21 серпня 1998 р. у Нью-Йорку.

## Творчість
- Автор книги спогадів «У лісах Лемківщини» (1976).